# 博罗季诺 (莫斯科州)
博罗季诺（俄语：Бородино́）是俄罗斯莫斯科州莫扎伊斯克区的一个村，位于莫扎伊斯克以西13公里。1812年博罗金诺战役发生于此地。2006年人口60人，面积109.7平方公里。1941年莫斯科战役期间，苏军和德军在此发生激烈战斗。